# Греко-швейцарські відносини
Греко-швейцарські відносини — зовнішні відносини між Грецією та Швейцарією . Обидві країни встановили дипломатичні відносини в 1830 році. Швейцарія відкрила консульство в 1865 році. Греція, у свою чергу, має посольство в Берні, генеральне консульство в Женеві і два почесних консульства в Цюриху і Лугано . Швейцарія має посольство в Афінах і чотири консульства (Салоніки, Корфу, Патри, Родос).

## Відносини
У Греції та Швейцарії зародились давні традиції відносин. Перед та під час Віденського конгресу 1815 року Іоанн Каподистрія, корінний житель Корфу, на службі у російського царя Олександра I, успішно трудився над реорганізацією Швейцарської Конфедерації та міжнародним визнанням нейтралітету Швейцарії. У 1816 році він став першим почесним громадянином міста Лозанни , а вже в 1827 році — першим губернатором Греції . Швейцарія була однією з націй, які підтримали утворення Греції в 1830 році. Двоє вихідців з Женеви виконували важливі функції в ново-створеній грецькій монархії Жан-Габріель Ейнар як один із засновників Національного банку Греції (1842) і Луїс-Андре Госе брав участь у боротьбі з епідемією чуми 1827 року і був командиром. у Військово-морському флоті Греції .
Під час Другої Світової війни, Швейцарія представляла інтереси багатьох країн в окупованій Греції, та підтримувала цивільне населення. Під час правління військової хунти в Греції багато діячів опозиції знайшли притулок у Швейцарії. Швейцарський комітет з відновлення демократії в Греції був утворений у місті Берн в 1967 році
Греція та Швейцарія мають численні договори між двома країнами, які в основному стосуються торгівлі. Деякі з цих договорів між країнами стосуються соціального забезпечення та уникнення подвійного оподаткування щодо податку на прибуток.
Торговельний баланс між Грецією та Швейцарією, як правило, спрямований на Швейцарію, при цьому Греція має постійний торговий дефіцит. У період з 2006 по 2007 рік, експорт з Швейцарії до Греції зріс на 12,9 %, в той час як грецький експорт до Швейцарії — на 26,4 %. Основними товарами Швейцарії, що імпортуються в Грецію, є фармацевтичні та медичні, годинники та інші предмети розкоші, обладнання та високотехнологічні продукти, електронне обладнання та деякі види харчових продуктів. Основними грецькими продуктами, які імпортуються до Швейцарії, є продукти харчування та напої, хімікати, будівельні матеріали та текстиль. У Греції налічується близько 48 швейцарських компаній в яких працює близько 10 000 людей. Кожного року Грецію відвідує близько 300 000 швейцарських відпочиваючих.
| Торговий баланс між Грецією та Швейцарією (у мільйонах швейцарських франків) | Торговий баланс між Грецією та Швейцарією (у мільйонах швейцарських франків) | Торговий баланс між Грецією та Швейцарією (у мільйонах швейцарських франків) | Торговий баланс між Грецією та Швейцарією (у мільйонах швейцарських франків) | Торговий баланс між Грецією та Швейцарією (у мільйонах швейцарських франків) | Торговий баланс між Грецією та Швейцарією (у мільйонах швейцарських франків) | Торговий баланс між Грецією та Швейцарією (у мільйонах швейцарських франків) | Торговий баланс між Грецією та Швейцарією (у мільйонах швейцарських франків) | Торговий баланс між Грецією та Швейцарією (у мільйонах швейцарських франків) |
| ---------------------------------------------------------------------------- | ---------------------------------------------------------------------------- | ---------------------------------------------------------------------------- | ---------------------------------------------------------------------------- | ---------------------------------------------------------------------------- | ---------------------------------------------------------------------------- | ---------------------------------------------------------------------------- | ---------------------------------------------------------------------------- | ---------------------------------------------------------------------------- |
|                                                                              | 1998 рік                                                                     | 1999 рік                                                                     | 2000 рік                                                                     | 2001 рік                                                                     | 2002 рік                                                                     | 2003 рік                                                                     | 2004 рік                                                                     | 2007                                                                         |
| Швейцарський експорт до Греції                                               | 928.4                                                                        | 852.7                                                                        | 848.7                                                                        | 910.2                                                                        | 948.8                                                                        | 1091.9                                                                       | 1180.7                                                                       | 1306                                                                         |
| Грецький експорт до Швейцарії                                                | 120.4                                                                        | 126.4                                                                        | 136.1                                                                        | 153,0                                                                        | 134.8                                                                        | 151.9                                                                        | 150.3                                                                        | 316                                                                          |
| Торговий баланс                                                              | -808,0                                                                       | -726,3                                                                       | -712,6                                                                       | -757,2                                                                       | -814,0                                                                       | -940,0                                                                       | -1030.4                                                                      | -990                                                                         |

## Грецьке населення
У Швейцарії проживає близько 11 000 греків, з них близько 7 000 — у Цюриху. У більшості великих швейцарських міст є грецька асоціація або громада. Є (станом на пусто 2008) 2921 швейцарець, який проживає в Греції.